# Virtuális magánhálózat

Egy VPN-hálózat vázlata

A virtuális magánhálózat (angolul: virtual private network, röviden: VPN) egy nyilvános hálózaton keresztül kiterjeszti a helyi hálózatot.

## Bemutatása
A virtuális magánhálózat lehetővé teszi a felhasználók számára, hogy egy megosztott vagy nyilvános hálózaton keresztül úgy küldjenek és fogadjanak adatokat, mintha számítógépeik közvetlenül kapcsolódnának a helyi hálózathoz.
A kapcsolat „magán”-jellegét az adja, hogy a VPN-en keresztül menő adatok a titkosítás miatt nem láthatók az eredeti hálózaton. A titkosítás általánosan használt szolgáltatása a VPN-nek, de titkosítás nélkül is használható a különböző adatfolyamok elkülönítésére vagy a hálózat logikai felépítésének egyszerűsítésére.
A VPN-funkciót gyakran beépítik a routerekbe, de sok esetben szoftveresen valósítják meg.

## Gyakorlati alkalmazásai

### Céges hálózat elérése
A VPN egy gyakori alkalmazása, amikor a munkatársak a cég belső hálózatához távolról biztonságosan férhetnek hozzá: az interneten keresztül titkosított csatorna hozható létre a dolgozó számítógépe és a vállalat szervere között.

### Internethasználat
Számos cég kínálja nyilvános szolgáltatásként, hogy VPN-szerveren keresztül böngészhetünk a világhálón. Ilyen szolgáltatás igénybevétele esetén a saját gépünk és a VPN-szolgáltató szervere között egy titkosított kapcsolatot építünk ki, és a publikus internetre a szolgáltató szerverének nevében lépünk ki.
Előnyei a közvetlen internethasználathoz képest:
- a webhelyek számára az adatforgalom a VPN-szerver országából érkezőnek látszik;
- a saját internetszolgáltató nem látja az adatforgalom részleteit;
- nyilvános hálózat használata esetén nehezíti az adathalászok dolgát.

Hátrányai:
- lassabb internetelérés;
- az adatforgalom részleteit a VPN-szolgáltató látja.